# Pierrefitte, Deux-Sèvres

Pierrefitte este o comună în departamentul Deux-Sèvres, Franța. În 2009 avea o populație de 334 de locuitori.